# جيمس ويبل
جيمس ويبل (بالإنجليزية: James Whipple)‏ هو مدير فني أمريكي، ولد في 19 أكتوبر 1873 في Decoto, California ‏ في الولايات المتحدة، وتوفي في 7 نوفمبر 1914 في فريمونت في الولايات المتحدة.